# إس إم إس شليسفيغ-هولشتاين
إس إم إس شليسفيغ-هولشتاين (بالألمانية: SMS Schleswig-Holstein)‏ بارجة ألمانية[ ؟ ] شاركت في الحربين العالميتين الأولى والثانية، بنيت السفينة في حوض جرمانيا-ورفت لبناء السفن ودخلت الخدمة في البحرية الإمبراطورية الألمانية في 6 يوليو 1908 وهي واحدة من خمس بوارج ألمانية من فئة دويتشلاند، سميت شليسفيغ-هولشتاين نسبة إلى ولاية شليسفيغ هولشتاين الألمانية.
في الحرب العالمية الأولى أشتركت البارجة شليسفيغ-هولشتاين ضمن الأسطول الألماني ببحر الشمال في معركة جوتلاند البحرية، بعد الحرب كانت واحدة من ست بوارج ألمانية قديمة سمح لألمانيا بالأحتفاظ بها.